# بالین
بالین (انگلیسی: Balín؛ زادهٔ ۱۱ نوامبر ۱۹۵۷) بازیکن فوتبال است.
از باشگاه‌هایی که در آن بازی کرده‌است می‌توان به باشگاه فوتبال رئال مادرید اشاره کرد.